# 14 Lyncis
14 Lyncis är en gul jättestjärna i stjärnbilden Lodjuret. Stjärnans har  visuell magnitud +5,33 och är således synlig för blotta ögat vid god seeing.